# Marie-Thérèse Levasseur
Pour les articles homonymes, voir Levasseur.
Marie-Thérèse Levasseur, née le 21 septembre 1721 à Orléans et morte le 12 juillet 1801 au Plessis-Belleville, est la compagne, puis la femme du philosophe Jean-Jacques Rousseau.

## Biographie
Marie-Thérèse Levasseur nait le 21 septembre 1721 à Orléans. Elle est baptisée le 22 septembre 1721 à l'église paroissiale Saint-Michel d'Orléans. Elle est vraisemblablement la quatrième fille de François Levasseur (1674-1754), officier de la Monnaie d’Orléans et de Marie Renou (1680-1766) qui tient un commerce à Orléans qui fait faillite.
Elle s'installe à Paris avec ses parents après la faillite du commerce de sa mère et la perte d'emploi de son père. Marie-Thérère Levasseur fait vivre la famille avec son travail de servante-lingère à l'Hôtel Saint-Quentin à la rue des Cordiers.
Marie Levasseur, la mère de Thérèse, est surnommée le « lieutenant criminel » par son mari, car elle domine toute sa famille, ainsi que le couple que sa fille forme avec Jean-Jacques Rousseau, par sa force de caractère.
À la mort de Rousseau en 1778, Thérèse Levasseur devient son héritière unique. Elle subsiste grâce à la vente de quelques manuscrits de Rousseau ainsi qu'avec les rentes que lui envoient le marquis de Girardin et l'éditeur Marc-Michel Rey. Le 21 décembre 1790, sur les instances de Mirabeau, l’Assemblée nationale, vote l'érection d'une statue en l'honneur de Jean-Jacques Rousseau et décrète que sa veuve jouirait d’une pension de 1 200 francs, qui est ensuite portée à 1 500 en raison de son âge et de ses infirmités. Cette pension n'est pas toujours payée et Thérèse, retirée au Plessis-Belleville, tombe dans la misère.
Elle épouse en novembre 1779 Jean-Henri Bally, le valet de chambre du marquis René-Louis de Girardin. Ils vivent ensemble au Plessis-Belleville.
Marie-Thérèse Levasseur est morte le 12 juillet 1801 au Plessis-Belleville à l'âge de 80 ans en 1801. Elle est inhumée au cimetière de Plessis-Belleville au pied d'un vieux buis.

## Rencontre avec Jean-Jacques Rousseau
Marie-Thérèse Levasseur rencontre le philosophe et écrivain Jean-Jacques Rousseau en 1745, alors qu'elle est âgée de 23 ans et travaille à l’hôtel Saint-Quentin à Paris. Elle se lie d'amitié avec lui et il subvient à ses besoins et ceux de sa famille. Il lui déclare d’emblée qu’il ne l’abandonnera, ni ne l’épousera jamais ; même si un mariage a finalement lieu en 1768 à Bourgoin.
« Nous avions une nouvelle hôtesse qui était d’Orléans. Elle prit pour travailler en linge une fille de son pays, d’environ vingt-deux à vingt-trois ans, qui mangeait avec nous ainsi que l’hôtesse. Cette fille, appelée Thérèse Le Vasseur était de bonne famille ; son père était officier de la Monnaie d’Orléans et sa mère était marchande » (livre VII Les Confessions).
Thérèse Levasseur est la compagne de Jean-Jacques Rousseau pendant plus de trente ans et seule sa mort en 1778 les sépare. Le choix de Rousseau a beaucoup surpris, depuis ses contemporains jusqu’aux biographes les plus récents. En effet Thérèse Levasseur est presque illettrée et malgré les efforts de son compagnon qui ne parvient pas à lui apprendre à lire l'heure, elle est restée “ce que l’a fait la nature” (Les Confessions).
Thérèse Levasseur n'est pas pour Rousseau une interlocutrice intellectuelle. Le baron Paul Thiry d’Holbach jugeait cet « assemblage ridicule » et monte, avec les philosophes Friedrich Melchior Grimm et Denis Diderot, une « conspiration amicale » contre cette union disparate. Certains accusent Thérèse Levasseur d’avoir alimenté le délire de « persécution » de Rousseau. D’une façon générale, elle trouve peu de défenseurs. Jean-Jacques loue au contraire son bon sens et son cœur, qui “était celui d’un ange”, mais il se plaint de sa famille : “Thérèse était en proie à sa famille”.
En juin 1754, Thérèse Levasseur se rend chez Françoise-Louise de Warens, l'ancienne compagne de Rousseau. Elle est chargée par Rousseau d'apporter de l'argent à Françoise-Louise de Warens afin de lui permettre de finir son voyage en Chablais, et de venir voir Rousseau à Genève à Grange-Canal. Madame de Warens ôte de son doigt la seule bague qui lui reste, pour la donner à Thérèse,. À L’Hermitage, l’affection pour Thérèse n’empêche pas les ardeurs de Rousseau pour Sophie d’Houdetot, puis Amélie de Boufflers. Rousseau revient toujours vers Thérèse Levasseur, mais il fallait obtenir un pardon difficilement accordé, s’humilier, demander grâce et promettre de ne plus recommencer.
Madame de Luxembourg prodigue à Thérèse toutes sortes de bontés, la reçoit chez elle et l’embrasse devant tout le monde. Un peu plus tard, Madame de Créquy fait de même, et aussi milord maréchal, et même le prince de Conti : Rousseau en est enchanté. Quand arrivèrent les persécutions à propos de l’Émile, Rousseau, forcé de quitter Thérèse, la recommanda à Madame de Luxembourg avec les dernières instances.
Ce n’est pas la passion qui lui a “tourné la tête”. Tout au contraire, Rousseau parle de ses sentiments comme d’un “attachement” dans lequel n’entrait pas “la moindre étincelle d’amour”. Il lui donne des surnoms familiers dès les premières années de leur liaison de “Gouverneuse” ou de “Tante”, puis le titre de “Gouvernante”, avec lequel Rousseau a pris l’habitude de la présenter, avant de la faire passer pour sa “Sœur” en 1767. C'est sans doute significatif de ce lien plus fraternel que proprement amoureux ou conjugal.

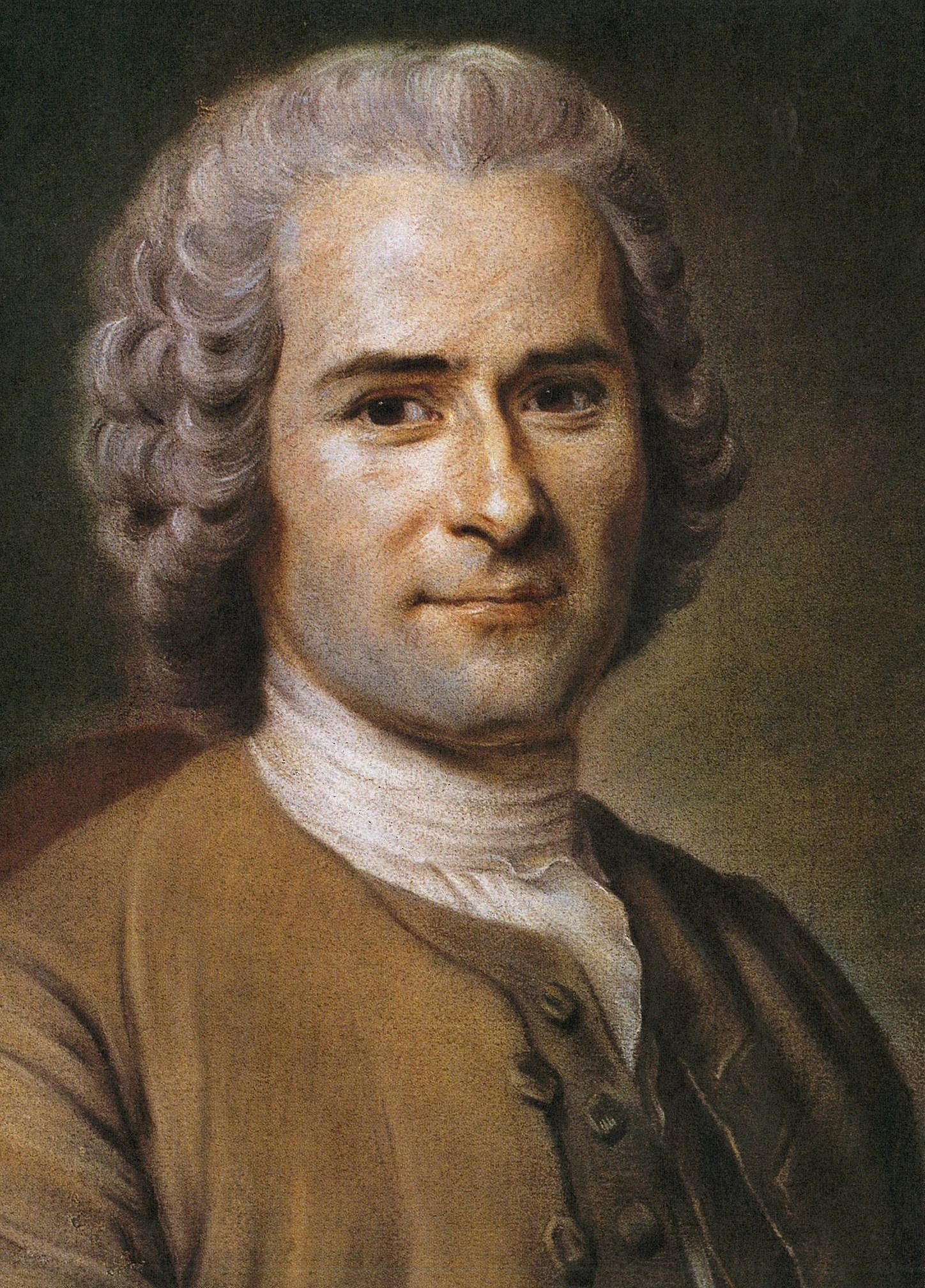
Pastel de Quentin de La Tour (1753).

Cependant dans Les Confessions, il se confie :
"Quand j'étais absolument seul, mon cœur était vide ; mais il n'en fallait qu'un pour le remplir. Le sort m'avait ôté, m'avait aliéné, du moins en partie, celui pour lequel la nature m'avait fait. Dès lors j'étais seul ; car il n'y eut jamais pour moi d'intermédiaire entre tout et rien. Je trouvais dans Thérèse le supplément dont j'avais besoin ; par elle je vécus heureux autant que je pouvais l'être selon le cours des événements".
Ils goûtent ensemble, dans les années qui suivent leur installation en ménage en 1750, “le plus parfait bonheur domestique que la faiblesse humaine puisse comporter”.
Et même si Rousseau éprouve par la suite - notamment lors de leur séjour à l’Ermitage à Montmorency - un sentiment de vide et de solitude auprès de sa compagne, la présence de Thérèse reste “la seule consolation réelle que le Ciel m’ait fait goûter dans ma misère”.
C’est à l’auberge de la Fontaine d’Or à Bourgoin que Jean-Jacques Rousseau consacre le 30 août 1768 son union avec Thérèse Levasseur devant le maire Luc-Antoine de Champagneux. En octobre 1768 Rousseau écrit à son ami le pasteur Paul-Claude Moultou "Vous savez sûrement que ma gouvernante et mon amie et ma sœur et mon tout est enfin devenue ma femme".
L’attachement de Thérèse et son dévouement à Jean-Jacques furent à l’épreuve du temps et des malheurs. Elle partagea toutes les vicissitudes de l’existence de l’écrivain et le rejoignit d’exil en exil jusqu'à son décès.

### Abandon des cinq enfants

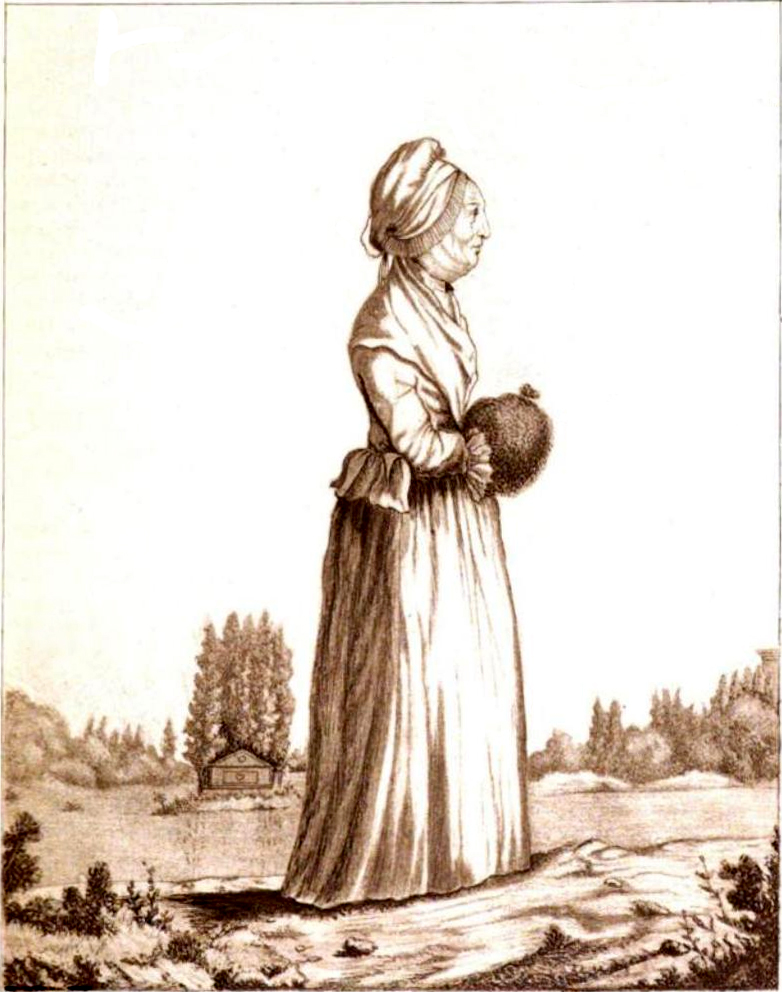

#### Le contexte
Entre la fin de 1746 (ou le début de 1747) et 1752, Thérèse Levasseur et Jean-Jacques Rousseau eurent cinq enfants, qui furent tous portés à l’Hospice des Enfants-Trouvés.
Dès la mort de Rousseau, des romans furent inventés par des biographes tous mieux intentionnés les uns que les autres, pour le disculper de cette faute : ces enfants n’étaient pas les siens ou ces enfants n’ont jamais existé. D'autres prétendaient que Jean-Jacques était impuissant ou stérile. Ou que c’est une fable inventée par les Levasseur pour le retenir, voire une invention de Rousseau lui-même afin d'attester par l’aveu d’un grave péché, la sincérité de ses Confessions.
Aucune de ces inventions n’est acceptable selon les historiens. Jean-Jacques Rousseau n’était pas un saint, contrairement à ce que voulaient faire croire ces tentatives d’hagiographie et l’auteur de l’Emile n’assuma pas sa paternité. 
Pour les deux premiers enfants, il a recours à cet “expédient”. Il gagne alors tout juste de quoi assurer sa subsistance et celle de Thérèse. Madame Dupin, qui employait Rousseau comme secrétaire, était fort riche mais peu généreuse ; et il ne sait de quoi le lendemain sera fait. Certainement n’a-t-il pas non plus la fibre paternelle et il craint tout nouvel assujettissement qui menacerait son indépendance.
Au début des années 1750, la situation financière du philosophe n’est guère meilleure. Il continue de penser que le sort de ses enfants eût été pire, s’il les avait gardés : ”les risques de l’éducation des Enfants-Trouvés étaient beaucoup moindres” que ceux auxquels ils auraient été exposés dans la famille Levasseur. En 1746 ou 1747, il se souvient, dans son embarras, des propos qu'il a tenus à la table d’hôtes de Madame La Selle, qu’il fréquentait à son retour de Venise : “Celui qui peuplait le mieux les Enfants-Trouvés était toujours le plus applaudi [...] Je me dis : puisque c’est l’usage du pays, quand on y vit, on peut le suivre”.
Jean-Jacques Rousseau n’a pas tort de parler "d’usage du pays”. Les statistiques d'augmentation des admissions aux Enfants-Trouvés à Paris sont impressionnantes : 312 en 1670 et 7676 en 1772, c’est-à-dire environ 25 fois plus. Ces chiffres expliquent peut-être en partie un comportement de parents qui n’avait rien d’exceptionnel au XVIIIe siècle.

#### L'avis de Raymond Trousson
Selon l'historien Raymond Trousson, “Jean-Jacques est un cas célèbre, non un cas exceptionnel”. Rousseau a effectivement le malheur d’être célèbre ou du moins de l’être devenu. À cette époque, il n’est pas encore l’auteur de l’Emile et lui-même alors s’accusera sévèrement de ce qu’il considérera comme une faute “grave”, “impardonnable” même : “Et quand ma raison me dit que j’ai fait dans ma situation ce que j’ai dû faire, je la crois moins que mon cœur qui gémit et la dément".

#### Le témoignage de Jean-Jacques Rousseau
Dans le livre Septième des Confessions (1741), il confesse :
"D'honnêtes personnes, mises à mal, des maris trompés, des femmes séduites, des accouchements clandestins, étaient là les textes les plus ordinaires ; et celui qui peuplait le mieux les Enfants-Trouvés était toujours le plus applaudi.
Cela me gagna ; je formai ma façon de penser sur celle que je voyais en règne chez des gens très aimables, et dans le fond très honnêtes gens ; et je me dis : Puisque c'est l'usage du pays, quand on y vit on peut le suivre. Voilà l'expédient que je cherchais. Je m'y déterminai gaillardement, sans le moindre scrupule; et le seul que j'eus à vaincre fut celui de Thérèse, à qui j'eus toutes les peines du monde de faire adopter cet unique moyen de sauver son honneur.
Sa mère, qui de plus craignait un nouvel embarras de marmaille, étant venue à mon secours, elle se laissa vaincre. On choisit une sage-femme prudente et sûre, appelée Mademoiselle Gouin, qui demeurait à la pointe Saint-Eustache, pour lui confier ce dépôt ; et quand le temps fut venu, Thérèse fut menée par sa mère chez la Gouin pour y faire ses couches. J'allai l'y voir plusieurs fois, et je lui portai un chiffre que j'avais fait à double sur deux cartes, dont une fut mise dans les langes de l'enfant ; et il fut déposé par la sage-femme au bureau des Enfants-Trouvés, dans la forme ordinaire. L'année suivante, même inconvénient et même expédient, au chiffre près, qui fut négligé.
Pas plus de réflexion de ma part, pas plus d'approbation de celle de la mère : elle obéit en gémissant. On verra successivement toutes les vicissitudes que cette fatale conduite a produites dans ma façon de penser, ainsi que dans ma destinée. Quant à présent, tenons-nous à cette première époque. Ses suites, aussi cruelles qu'imprévues, ne me forceront que trop d'y revenir".

## Esquisse de généalogie
François Levasseur (?-1754), officier de la Monnaie d'Orléans (qualité attestée en 1718-1727, et peut-être en 1743) + (septembre 1696) Marie Renou (ou Renoux / Renoult) (vers 1673-1766), marchande à Orléans (avant 1743).
1. N. Levasseur (fille aînée) + N., directeur des carrosses d'Angers
2. Marguerite Levasseur (née vers 1705) + (1725 Orléans Saint-Paterne) Nicolas Jacques Leduc, lieutenant officier de la Monnaie (1725), fils d'Étienne Leduc, marchand, et de Guylaine Poulet; parents de Marguerite surnommée Goton Leduc (1727 Orléans St-Paterne-?), Marie Leduc (1728 Orléans St-Paterne-?) et Jacques Leduc (1731 Orléans St-Paterne-?)
3. Jean François Levasseur (témoin au mariage de 1725)
4. François Levasseur (témoin au mariage de 1725)
5. Elisabeth Levasseur (témoin au mariage de 1725, marraine en 1731)
6. Louis François Levasseur (1719 Orléans - ?)
7. Marie-Thérèse Levasseur (1721 Orléans - 1801 Plessis-Belleville). "Ouvrière en linge". Compagne, puis épouse de Jean-Jacques Rousseau.

## Postérité et hommages
- Film Les chemins de l'exil du cinéaste Claude Goretta avec François Simon dans le rôle de Rousseau et Dominique Labourier dans celui de Thérèse[15].
- Jean-Jacques Rousseau, CD-Rom édité par Index+ 1999. Supervision des contenus professeur Raymond Trousson.